# Эугнатихты
Эугнатихты (лат. Eugnathichthys) — род пресноводных лучепёрых рыб из семейства дистиходонтовых отряда хараксообразных. Распространены в тропических областях Африки. Являются эктопаразитами. Взрослые особи питаются исключительно плавниками рыб. Молодь E. eetveldii питается личинками насекомых. Максимальные размеры представителей разных видов варьируют от 10,6 до 29 см.

## Классификация
В состав рода включают 3 вида:
- Eugnathichthys eetveldii Boulenger, 1898
- Eugnathichthys macroterolepis Boulenger, 1899 — Крупночешуйный эугнатихт[1]
- Eugnathichthys virgatus Stiassny, Denton & Monsembula Iyaba, 2013[3]

## Иллюстрации
- Eugnathichthys macroterolepis
- Eugnathichthys virgatus